# 日本翻訳出版文化賞 (平松)
日本翻訳出版文化賞（にほんほんやくしゅっぱんぶんかしょう）は、日本翻訳家協会の平松幹夫らの分派が出していた学術賞。本家の賞の継続として出しているため、第3回までは本家と同じ。

## 受賞作
- 第4回（1968年度）
タイム・ライフ・インターナショナル「ライフ・サイエンス・ライブラリー」
著作権資料協会「ミュージック・ピジネス」〔S・シェミル、M・W・クラシロブスキー著、佐々木能理男訳〕
オックスフォード大学出版局「The Pilow Book of Sei Shonagon（枕草子）」〔アイヴァン・モリス訳」
- 第5回（1969年度）
チャールズ・E・タトル商会「Forbidden Colors（禁色）」〔三島由紀夫著、アルフレッド・H・マークス訳〕
平凡社「中国古典文学大系・春秋左氏伝」〔竹内照夫訳〕
講談社インターナショナル「KABUKI」〔郡司正勝著、吉田千秋撮影、ドナルド・キーン序、ジョン・ベスター訳〕
- 第6回（1970年度）
創文社「形而上学」〔ヤスパース著、鈴木三郎訳〕
誠文堂新光社「広告の力学」〔ハリー・W・マクマハン著、後藤和彦訳〕
- 第7回（1971年度）
毎日新聞社「未来を生きるートインビーとの対話」〔毎日新聞外信部〕
佼成出版社「MYOHO-RENGE-KYO（法華経）」〔加藤文雄訳〕
経済往来社「歴史の研究」〔アーノルド・J・トインビー著、下島連ほか訳〕
フレーベル館「世界の知識」
- 第8回（1972年度）
アーユルヴェーダ研究会「スシュルタ本集」〔大地原誠玄ライブラリー訳〕
チャールズ・E・タトル商会「NIHONGI（日本書紀）」〔W・G・アストンj
- 第9回（1973年度）
ユネスコ・アジア文化センターアジア地域共通読み物「たろうのともだち」〔村山桂子ぶん、堀内誠一え、アフガニスタンなど14ヵ国語に翻訳〕「ちのはなし」〔堀内誠一ぶん・えインドなど13ヵ国語に翻訳〕
平凡社東洋文庫「郭沫若自伝（全6巻）」〔小野忍、丸山昇訳〕「白凡逸志一金九自叙伝」〔梶村秀樹訳〕
著作権資料協会「ミュージック・ビジネス」〔シドニー・シュメル、M・ウィリアム・シロフスキー著、黒川徳太郎訳注〕
現代思潮社、古典文庫「歌章」〔ホラティウス著、藤井昇訳ほか〕
- 第10回（1974年度）
医学書院「Atlas of Flexible Bronchofiberseopy」〔池田茂人著訳〕
霞ヶ関出版「ケンペル日本誌一日本の歴史と紀行（上下）」〔エンゲルベルト・ケンペル著、今井正訳〕
平凡社「新版ペスタロッチ全集13巻」長田新編訳、大槻正一ほか訳〕
小学館「ランダムハウス英和大辞典」（全4巻）
春秋社「サンスクリット語初等文法」〔J・ゴンダ著、鎧淳訳〕
- 第11回（1975年度）
岩波書店「レオナルド・ダ・ヴィンチーマドリッド手稿」〔下村寅太郎ほか監修　清水純一ほか訳〕
ダイヤモンド社「現代思想（全10巻）」〔カール・シュミットほか著、長尾竜一ほか訳、清水幾太郎責任編集〕
- 第12回（1976年度）
平凡社「長沙馬王堆一号漢墓（上下）」〔湖南省博物館、中国科学院考古研究所編　関野雄、林巳奈夫、鄧健吾、秋山進午、土居淑子訳〕
美術出版社「ロシア美術史」〔A・I・ソートフ著、石黒寛・浜田靖子訳〕
- 第13回（1977年度）
講談社インターナショナル、至文堂「Japanese Arts Library」〔文化庁、国立東京・京都・奈良博物館監修〕
ぎょうせい「世界の民話（全12巻）」〔小沢俊夫ほか訳、オイゲン・ティーデリスク社版〕
現代社「ナイチンゲール著作集（全3巻）」〔湯槇ます監修、薄井坦子ほか訳〕
小学館「日本語版・大図説世界の建築」〔ジョン・ジュリアース・ノリッジ著、堀内清治、飯田喜四郎、桐敷真次郎監修〕
- 第14回（1978年度）
さ・え・ら書房「中国の古典文学」（全14巻）〔久米旺生ほか14名訳〕　　
研究社出版「ケンブリッジ版イギリス文学史」（全4巻）〔ジョージ・サンプソン著、R・C・チャーチル補筆、平井正穂監訳〕
共立出版「天文学」〔ロバート・T・ジャストロウ、マルコルム・H.トンプソン著、佐藤文隆、成田真二訳〕　　　　　　　　
日本放送出版協会「舞台装置技術全書」〔H・バリス＝マイヤー、E・C・コール著、小泉嘉四郎、NHK美術センター監訳〕
- 第15回（1979年度）
平凡社 ウェザヒル出版社「HEIBONSHA SURVEY OF JAPANESE ART」 (全31巻）〔高橋誠一郎ほか著、リチャード・L・ゲージほか訳〕
サイマル出版会「膨張と共存－ソヴィエ卜外交史（全3巻）」〔アダム・B・ウフム著、鈴木博信訳〕
医学書院「ATLAS OF ARTHROSCOPY」〔渡辺正毅、武田栄、池内宏著訳〕
著作権資料協会「ベルヌ条約逐条解説」〔WIPO刊、黒川徳太郎訳〕
- 第16回（1980年度）
美術出版社「世界の巨匠シリーズ別巻印象派・現代美術の歴史」クールテイヨンほか著、山梨俊夫、千足伸行ほか訳〕
東京大学出版会「古代ローマ喜劇全集（全5巻）」〔プラウトゥス、テレンティウス作、鈴木一郎、岩倉具忠、安富良之訳〕
中東調査会（代表・田村秀治）「詳解アラビア語一日本語辞典」〔J・G・ハバー著「アラビア英語辞典」〕
- 第17回（1981年度）
学習研究社「ミリオーネ（全世界事典全14巻）」〔伊国アゴスティーニ社との共同編集、奥野拓哉翻訳・監修、前嶋信次内容校閲〕
大日本絵画「アジアの民話（全12巻）」〔関敬吾、荒木博之、山下欣一監修〕
玉川大学出版部「フレーベル全集（全5巻）」〔小原国芳、荘司雅子監訳〕
- 第18回（1982年度）
ダイヤモンド社［西洋事物起源（全3巻）」〔ヨハン・ベックマン著、特許庁内技術史研究会訳〕
医学書院「METASTATIC TUMORS OF THE CENTRAL NERVOUS SYSTEM」〔高倉公明、佐野圭司、北条俊太郎、平野朝雄著訳〕
- 第19回（1983年度）
エンタプライズ社「ディオスコリデスの薬物誌（全2巻）」〔ペダニウス・ディオスコリデス著、鷲谷いづみ訳〕「ディオスコリデス研究」〔大槻真一郎訳〕
帝国書院「世界の歴史教科書シリーズ第1～6期（全33巻）」〔ピエール・ミルガほか著、尚樹啓太郎ほか訳〕
日本ライトハウス「点訳・フランス基本語5000辞典（全14巻）」〔原典・白水社刊、京大点字サークル訳〕
春秋社「インドの昔話（全2巻）」〔坂田貞二、前田式子、辛島昇、西岡直樹訳〕
- 第20回（1984年度）
西武タイム「LIFE IN SPACE」〔タイム＝ライフ・フックス編集部編、佐貫亦男訳〕
医学書院「ATLAS OF HUMAN PRENATAL HISTLOCY」〔西村秀雄訳編〕
御茶の水書房「アダム・スミスの生涯と著作」〔デューゴルド・ステュアート著、福鎌忠恕訳〕
三修社「ゲオルク・フォルスター作品集 世界旅行からフランス革命へ」〔フォルスター研究会＝八木浩、芳原政弘ほか7人訳〕
日本評論社「世界巨大化学企業形成史」〔L・F・ハーバー著、鈴木治雄監修、佐藤正弥、北村美穂訳〕
- 第21回（1985年度）
旺文社「宇宙天文大事典」〔シャン・オドゥース、ギー・イスラエル監修、堀源一郎、磯部琇三日本版監修〕
医学書院「解剖学カラーアトラス」〔J・W・ローエン、横地千仞著〕
ぎょうせい「完訳グリム童話（全2巻）」〔グリム兄弟著、小沢俊夫訳〕
鹿島出版会「パタン・ラングージ」〔クリストファー・アレグザンダーサラ・イシカワほか著、平田翰那訳〕
- 第22回（1986年度）
すずき出版「仏教説話大系（全40巻）」〔中村元、増谷文雄監修〕
医学書院「MORITA THERAPY」〔藤田千尋編訳〕
- 第23回（1987年度）
医学書院「Practical Fiberoptic Ethophagoscopy」〔パトリック・バロン著、熊谷義也ほか訳〕
金星堂「The World of Natsume Soseki」〔飯島武久著、ジェームズ・バーグマン編訳〕
- 第24回（1988年度）
三省堂「中国の少数民族」〔君島久子監修〕
法政大学出版局「ガリレオ研究」〔アレクサンドル・コイル著、菅谷暁訳〕
- 第25回（1989年度）
日貿出版社「CLINICAL ACUPUNCTURE」 [芹沢勝助、久住真理著、Stephen Brown訳〕
- 第26回（1990年度）
平凡社「西洋思想大事典（全5巻）」
東海大学出版会「アルキメデス方法」［佐藤徹訳］［セネカ道徳論集］〔茂手木元蔵訳〕
- 第27回（1991年度）
日本放送出版協会「フィレンツェの美術」〔佐々木英也、森田義之監訳〕
- 第28回（1992年度）
平凡社「アラビアン・ナイト（全18巻）」〔前嶋信次、池田修訳〕
国際文化出版社「ふゆのさくら現代日本名詩選」〔足達和子、コタンスキー訳〕
- 第29回（1993年度）
法政大学出版局「サハリン・アムール民族誌」〔E・A・クレイノヴィチ著、桝本哲訳〕
平凡社「愛の対話」〔レオーネ・エブレオ著、本田誠二訳〕
- 第30回（1994年度）
法政大学出版局［叢書・ウニベルシタス］446点の企画に対じ
日本放送出版協会「イエスのミステリー」〔バーバラ・スィーリング著、高尾利数訳〕
小沢書店「双書・20世紀の詩人」
- 第31回（1995年度）
評論社「シーラスシリーズ」（全8巻）〔JCセシル・ボトカー著、橘要一郎訳〕
文光堂、 harwood academic publishersf Effects of A-Bonb Radiation on the Human Body」〔重松逸造著、伊藤千賀子ほか編、ブライアン・ハリスン訳〕
- 第32回 (1996年度）
法政大学出版局「現代哲学の主潮流（全5巻）」〔W・シユテークミユラー著、中埜肇著、竹尾治一郎監修〕
御茶の水書房［韓国の民族文学論］〔雀元植著、青柳優子訳〕[1]